# Phaeophyscia nashii
Phaeophyscia nashii är en lavart som beskrevs av Essl. Phaeophyscia nashii ingår i släktet Phaeophyscia och familjen Physciaceae.   Inga underarter finns listade i Catalogue of Life.